# فيليب أغيري
فيليب أغيري هو رسام مائي بلجيكي، ولد في 1961.

## وصلات خارجية
- الموقع الرسمي